# Annona vepretorum
Annona vepretorum är en kirimojaväxtart som beskrevs av Carl Friedrich Philipp von Martius.
Annona vepretorum ingår i släktet annonor och familjen kirimojaväxter. Inga underarter finns listade i Catalogue of Life.